# Roeweriinae
Sous-famille
Les Roeweriinae sont une sous-famille d'opilions laniatores de la famille des Gonyleptidae.

## Distribution
Les espèces de cette sous-famille se rencontrent au Brésil, en Guyane et au Suriname,.

## Liste des genres
Selon World Catalogue of Opiliones (18/09/2021) :
- Amazochroma Carvalho & Kury, 2018
- Bunopachylus Roewer, 1943
- Discocyrtanus Roewer, 1929
- Idomenta Roewer, 1932
- Khazaddum Carvalho, Kury & Hara, 2020
- Roeweria Mello-Leitão, 1923

## Publication originale
- Carvalho & Kury, 2018 : « Further dismemberment of Discocyrtus with description of a new Amazonian genus and a new subfamily of Gonyleptidae (Opiliones, Laniatores). » European Journal of Taxonomy, no 393, p. 1–32 (texte intégral).